# Toni Arjeton Osmani
Toni Arjeton Osmani (* 8. Mai 1985 in Pantin, Kosovo, Jugoslawien) ist ein deutscher Schauspieler.

## Leben
Toni Arjeton Osmani ist albanischer Herkunft, er wurde im Kosovo im ehemaligen Jugoslawien geboren. Im Alter von sechs Jahren kam er mit seiner Familie als Bürgerkriegsflüchtling nach Deutschland.
Er wuchs in einem Migrantenviertel in München auf; dort wurde er als Zwölfjähriger, als „Ghettokid“, für eine Laienrolle entdeckt. Erstmals stand er in einer kleinen Nebenrolle in dem Spielfilm Eine Handvoll Gras von Roland Suso Richter (2000; Drehzeit: 1998) vor der Kamera. Osmani besuchte das Förderzentrum München Nord im Stadtteil Hasenbergl, wo er an dem klassenübergreifenden Ghettokids-Projekt „Thealimuta“ und dem Selbsthilfeprojekt für Kinder und Jugendliche „Lichttaler“ teilnahm. Künstlerisch war Osmani im Rahmen der Ghettokids-Projekte vor allem in den Bereichen Theater und Breakdance aktiv. 2003 holte er an einer Berufsschule seinen Hauptschulabschluss nach. 
Seine Schauspielausbildungen absolvierte er von 2003 bis 2005 an der ISSA (Internationale Schule für Schauspiel und Acting) in München und von 2005 bis 2007 am TheaterRaum München.
Seine erste Hauptrolle spielte er unter der Regie von Christian Wagner in dem Fernsehfilm Ghettokids – Brüder ohne Heimat (2001). Darin verkörperte er Maikis, einen jungen Griechen türkischer Abstammung, der mit seinem Bruder und seiner Mutter in einer Einzimmerwohnung im Münchner Stadtteil Hasenbergl lebt und sich als Dealer und Kleinkrimineller durchschlägt, während sein Bruder sich als Stricher verkauft; Osmani spielte in diesem Film an der Seite von Barbara Rudnik.
In dem Kurzfilm Bes (2009) übernahm Osmani ebenfalls die Hauptrolle. Er verkörperte die Rolle des Kosovo-Flüchtlings Bes, der als Kistenpacker in einem Getränkemarkt jobbt, auf Punkmusik steht und dem nach dem Ende des Kosovo-Krieges die Abschiebung in sein Heimatland droht. Der Film hatte seine Erstausstrahlung im Oktober 2009 auf ARTE.
Seit 2002 war Osmani regelmäßig im Fernsehen zu sehen. 2003 hatte er eine Gastrolle in der ARD-Vorabendserie Marienhof. Er spielte darin (Folgen 2096 bis 2108) Ergin Kaplan, den bereits mehrfach vorbestraften 16-jährigen türkischen Großneffen der Rollenfigur Sülo Özgentürk (Giovanni Arvaneh). 
2008 hatte er eine Episodenhauptrolle in der ZDF-Krimiserie SOKO 5113. Außerdem war er in Spielszenen der Fernsehsendung Aktenzeichen XY … ungelöst zu sehen. 
In dem in der Hallertau spielenden ARD-Fernsehfilm Hopfensommer (2011) verkörperte er, an der Seite von Elmar Wepper und Fritz Karl, den ausländischen Erntearbeiter Yuri, der als Einziger das Vertrauen des alten Hopfenbauern besitzt. 
2009 sprach er in einer Produktion des Westdeutschen Rundfunks als Jan neben Vadim Glowna eine der Hauptrollen in dem Hörspiel Onkel Binnu von Roberto Mistretta (* 1963).
Gelegentlich arbeitete Osmani auch als Theaterschauspieler. 2010 spielte er am Theater Halle 7 in München in einer Werkstattinszenierung des Theaterstücks EPIC 3.0 von Hubert Schipkowski.

## Filmografie (Auswahl)
- 2000: Eine Handvoll Gras
- 2001: Ghettokids – Brüder ohne Heimat
- 2002: Unsere Mutter ist halt anders
- 2003: Marienhof
- 2008: SOKO 5113 (Folge: Hilflos)
- 2007: Was am Ende zählt
- 2007: Lamento
- 2009: Bes (Kurzfilm)
- 2011: Hopfensommer (Fernsehfilm)
- 2011: Polizeiruf 110 (Folge: Cassandras Warnung)
- 2016: SOKO München (Folge: Jackpot)
- 2018: Polizeiruf 110 (Folge: Das Gespenst der Freiheit)
- 2020: Kommissarin Lucas – Die Unsichtbaren (Fernsehreihe)